# Almas de la costa
Almas de la costa fue el primer largometraje uruguayo de ficción, no así el "primer film uruguayo" como proclamaba, se estima que por una estrategia de ventas, el afiche. Dirigida por Juan Antonio Borges en 1924, la película es un melodrama con mensaje social ambientado entre pescadores y filmado mayoritariamente en locaciones de la costa montevideana. Su temática expone un problema del momento: el tratamiento de la tuberculosis por medio del neumotórax artificial desarrollado por el médico italiano Carlo Forlanini.

## Argumento
La película cuenta la historia de una mujer, Nela, que vive junto con su hijo en la costa montevideana, cerca de Malvín y Buceo, y que es acosada por un pescador. Llega al barrio un hombre que la defiende, pero la mujer enferma de tuberculosis. Luego de una temporada internada en el hospital, los médicos logran salvarla. Hay en la trama también un triángulo amoroso: Nela, personaje principal, que se enamora de Jorge, quien a su vez es seducido por Clarisa, la hija de un médico que trata la tuberculosis de Nela.

## Restauración del original
El largometraje fue estrenado un año después de su realización, en 1924. Volvió a exhibirse al público en 1963 durante un homenaje realizado por el Cine Club del Uruguay, al cumplirse 40 años de su realización.

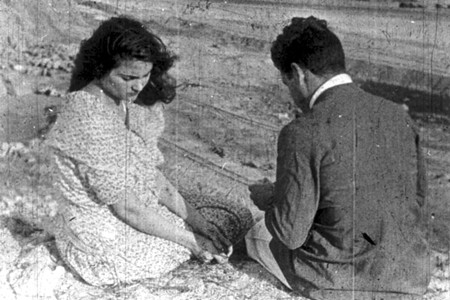
Fotograma de la película "Almas de la costa" Uruguay, 1924

El crítico e investigador uruguayo radicado en México, Nelson Carro (Director de Difusión y Programación de la Cineteca Nacional de México), comenzó a trabajar en su reconstrucción en el año 1974.
En 2012 inicia un nuevo proceso de restauración y edición, junto con Hayde Lachino, sobre la base de los originales conservados en Montevideo y con el apoyo del Laboratorio de Restauración Digital de la Cineteca Nacional, la Cinemateca Uruguaya, el Archivo Nacional de la Imagen, Elsa Borges, hija del director, y Manuel Martínez Carril.
Durante el cierre del Festival Cinematográfico Internacional del Uruguay, en abril de 2015, se exhibió el fruto del trabajo, que según el restaurador significa el 40 o 50% del total de la película original, con el objetivo de que, 90 años luego de su estreno, el público uruguayo se encontrara con "la mejor versión posible de Almas de la Costa"